# Aghoreshwar Baba Bhagwan Ram
Awadhut Mahaprabhu Aghoreshwar Baba Bhagwan Ram (ur. 1937, zm. 1992) – guru indyjski z Varanasi, święty z ascetycznej tradycji Aghori Panth, sukcesor w linii (parampara) świętego hinduistycznego o imieniu Kina Ram.

## Dzieciństwo
Urodził się 12 września 1937 w Indiach, w stanie Bihar. Ojciec nadał mu imię Bhagawan, doświadczając mocnego przeczucia, że chłopiec jest inkarnacją duchowej postaci. Mającego pięć lat Bhagawana, po śmierci ojca i na skutek znacznego zubożenia rodziny, postanowiono odsprzedać przy świątyni w Bhojpur. Oferowane ceny były jednak zbyt niezadowalające dla członków rodziny.

## Praktyki duchowe
Odbywał medytacje w pobliskiej świątyni Śiwy. Stał się wisznuickim wędrownym ascetą poprzez inicjację w Varanasi od guru Śrikant Das, otrzymując imię Bhagawan Das.
Mając 14 lat (w 1951) powrócił do Varanasi. Na Radźendra Ghacie, tajemnicza starsza kobieta, ubrana na czerwono, poradziła mu rytualną kąpiel w Gangesie, odwiedziny dwóch świątyń i kolejno pobliskiego Ravindrapuri. Bhagawan Das odnalazł w Ravindrapuri aśram legendarnego Kina Rama, i z rąk Mahanta Baby Radźeśwara Rama otrzymał inicjację do tradycji aghori (Aghori Panth) jako Bhagawan Ram. Ponownie rozpoczął pielgrzymki do świętych miejsc w północnych Indiach, kontynuując swoją sadhanę przez wiele lat.

## Misja
Z czasem stał się dwunastym sukcesorem po aghorim Kina Ramie (1563–1714), zyskując uznanie i wpływowych uczniów, jak Chandra Shekhar – któremu przepowiedział urząd premiera Indii. Odwiedził Nepal, Iran, Afganistan, Meksyk i USA.
W 1961 roku założył Śri Sarweśwari Samuh, organizację charytatywną wspierającą chorych i biednych. Na swojego następcę inicjował Babę Siddhartha Gautam Ramę. Nauki aghorich propagują też inni jego najbliżsi uczniowie Baba Prija Darśi Ramdźi i Baba Gurupad Sambhaw Ramdźi.

## Odejście
W 1982 nagle jego stan zdrowia się pogorszył. Był leczony w Indiach i USA, by ostatecznie powziąć mahasamadhi w dniu 29 listopada 1992.

## Literatura przedmiotu
- Akinchan Ram: Mahaprabhu Aghoreshwar Baba Bhagwan Ram: The Book 0f Aghor Wisdom. India: Indica Books. ISBN 81-86569-66-9. Brak numerów stron w książce